# Giuseppe Agostino Orsi
Giuseppe Agostino Orsi (1692, Florença - 1761) foi um cardeal, teólogo e historiador eclesiástico.

## Biografia
Nascido como Agostino Francesco Orsi em Florença em 9 de maio de 1692, da aristocrática família florentina Orsi, ele estudou gramática e retórica com os jesuítas, mas ingressou na Ordem Dominicana em Fiesole em 21 de fevereiro de 1708. Na profissão recebeu o nome monástico de Giuseppe Agostino. Seus estudos incluíram não só a teologia, na qual deu particular atenção aos Padres da Igreja e aos grandes Escolásticos, mas também à literatura clássica e italiana.
Tendo sido mestre de estudos por algum tempo no convento de San Marco, em Florença, foi chamado a Roma em 1732 como professor de teologia no Colégio Santo Tomás de Aquino, a futura Universidade Pontifícia de Santo Tomás de Aquino, Angelicum, onde esteve também feito antes. Ele ocupou esse cargo por dois anos, depois dos quais se tornou teólogo do cardeal Neri Corsini, sobrinho do Papa Clemente XII. Em 1738 foi nomeado secretário da Congregação do Index. Em 1749 Bento XIV o nomeou " Magister Sacri Palatii ", ou teólogo papal, e em 24 de setembro de 1759, Clemente XIII o criou cardeal sacerdote com o título de San Sisto. Nesta posição, Orsi foi membro ativo de várias Congregações até sua morte em 13 de junho de 1761, em Roma. Ele foi enterrado em sua igreja titular de San Sisto Vecchio.

## Trabalho
A atividade literária de Orsi cobriu especialmente dogmática, apologética e história da igreja. Suas obras mais importantes são as seguintes:
- "Dissertatio historica qua ostenditur catholicam ecclesiam tribus prioribus sæculis capitalium criminum reis pacem et absolutionem neutiquam negasse" (Milão, 1730)
- "Dissertatio apologetica pro SS. Perpetuæ, Felicitatis et sociorum martyrum orthodoxia adversus Basnagium "(Florença, 1728)
- "Dell'origine del dominio e della sovranità temporale de 'Romani Pontefici" (Roma, 1742)
- "Storia ecclesiastica" - esta, sua obra principal (20 vols., Roma, 1747-61), trouxe a narrativa apenas para o final do século VI; o vigésimo primeiro volume, iniciado por Orsi, foi concluído por seu ex-aluno Giovanni Bottari (Roma, 1762). A obra foi posteriormente trazida até o ano de 1587 pelo dominicano Filippo Angelico Becchetti (nova ed. Em 42 vols., Veneza, 1822; em 50 vols., Roma, 1838). Ele foi traduzido para vários idiomas.

Outros escritos de Orsi são:
- "Dissertazione dommatica e moral contra l'uso materiale della parola" (Roma, 1727)
- "Dimostrazione teologica" (Milão, 1729), em defesa da obra anterior sobre a veracidade (a questão da restrição mental)
- "Dissertatio theologica de invocatione Spiritus Sancti in liturgiis Græcorum et Orientalium" (Milão, 1731)
- "Dissertationes duæ de baptismo in nomine Jesu Christi et de chrismate confirmationis" (Milão, 1733) - isso foi defendido por Orsi, no "Vindiciæ dissertationis de baptismo in nomine Jesu Christi" (Florença, 1735), contra os ataques dos doutores de paris
- "De concordia gratiæ et liberi arbitrii" (Roma, 1734)
- "De irreformabili Romani Pontificis in definiendis fidei controversiis judicio" (Roma, 1739) e
- "De Romani Pontificis in Synodes œcumenicos eorumque canones potestate" (Roma, 1740). Os dois últimos são dirigidos contra o galicanismo.